# Seututie 682
Pour les articles homonymes, voir Route 682.
La route régionale 682 (finnois : Seututie 682) est une route régionale allant de Teuva jusqu'à Ylimarkku à Närpiö en Finlande,,.

## Présentation
La seututie 682 est une route régionale d'Ostrobotnie.